# Hubertuskapelle (Ebersberger Forst)

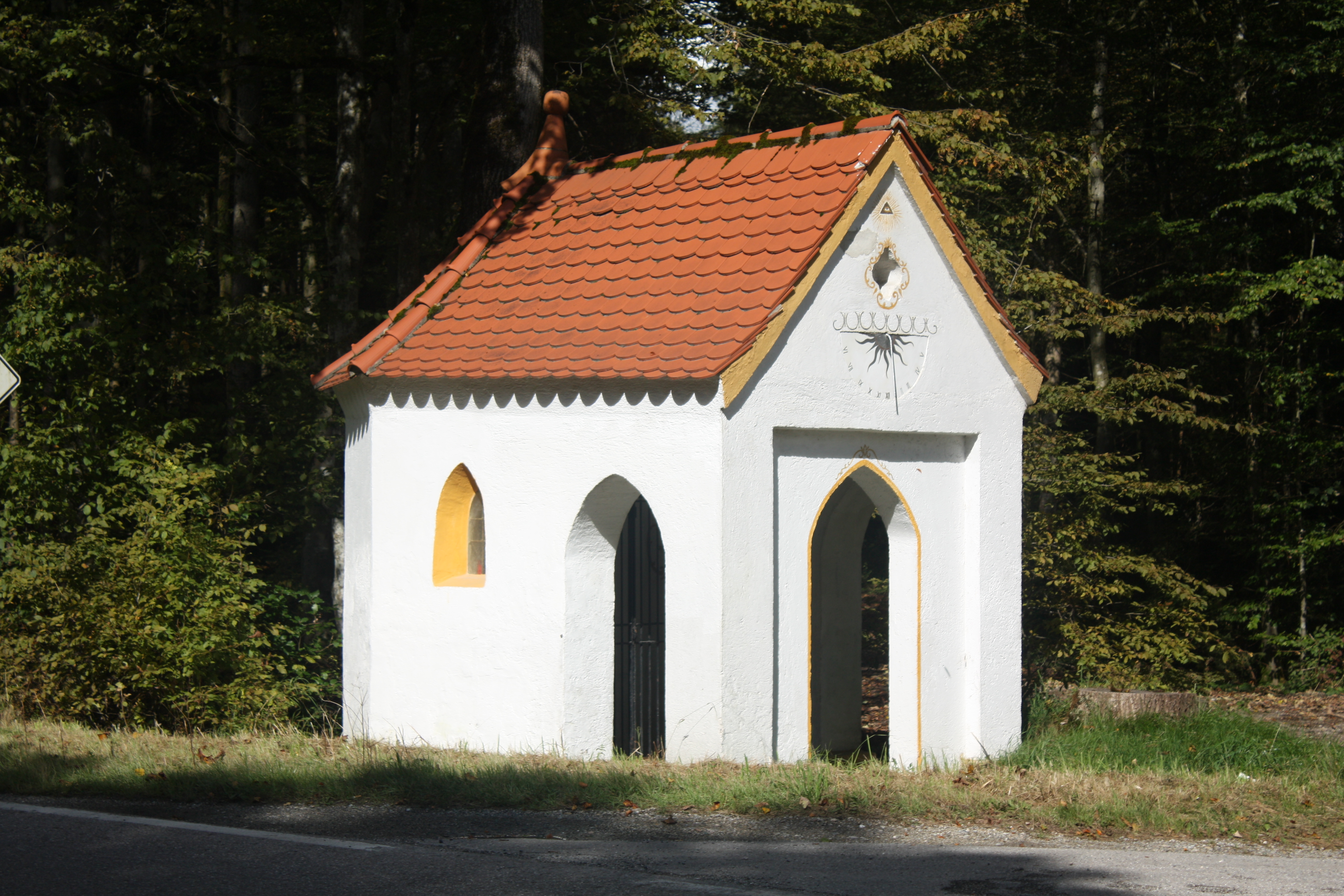
Die Hubertuskapelle

Die Hubertuskapelle im Zentrum des Ebersberger Forsts ist eine Wegkapelle an der Staatsstraße 2080 zwischen Ebersberg und Schwaberwegen, an der Einmündung des Scheibenwegs. Sie liegt im Staatsforstdistrikt III Kapelle, und steht im Eigentum des Freistaats Bayern. Die Kapelle ist berühmt für die Legende der Weißen Frau, die in verschiedenen Varianten erzählt wird. 

## Geschichte
Früher führte die Salzstraße von Bad Reichenhall an der Kapelle vorbei in Richtung München. Das Salz wurde als Scheiben transportiert, was dem Weg seinen Namen gab, der Scheibenweg. Es ist nicht bekannt, wann das erste Mal eine Kapelle an diesem Ort stand. Das älteste Dokument ihrer Existenz ist eine Landkarte aus dem Jahr 1783. Das heutige Gebäude entstand 1859 „durch fromme Beiträge und die Bemühungen des Forstwarts Kühner“. Früher verwies eine Steinplatte an der Kapelle auf Kühner als Erbauer. Der Forstbetrieb Wasserburg ist der heutige Eigentümer der Kapelle.

## Architektur und Einrichtung
Die drei originalen Holzplatten mit Darstellungen des dornengekrönten Jesus, des Heiligen Hubertus und der Gottesmutter mit Kind sind nicht mehr erhalten. Der Altar besteht aus Rotmarmor und war 2014 mit einem Tuch mit Stickereien bedeckt, die einen Hirsch zeigen und die Aufschrift „Heiliger Hubertus schütz Jäger Wild & Wald“. Auf dem Altar standen Blumenvasen und ein gerahmtes rot-weißes Bild des Heiligen Hubertus. Darüber hing ein einfaches, gleichschenkliges Kreuz mit einem Bergkristall im Zentrum. Es wurde vom Ebersberger Kunstschmied Bergmeister angefertigt, der auch zwei bronzene Kerzenständer hergestellt hat, die manchmal auf dem Altar standen. Links und rechts davon hingen jeweils ein Kruzifix und daneben ist auf beiden Seiten der Kapelle je ein Lilienkreuz an die Wand gemalt. An der Decke ist der Heilige Geist als Taube abgebildet. Ein Kruzifix lehnte am rechten Fenster. 
2021 wurden mehrfach die Einrichtungsgegenstände gestohlen und die Kapelle durch Vandalismus beschädigt.

Altarraum 2014
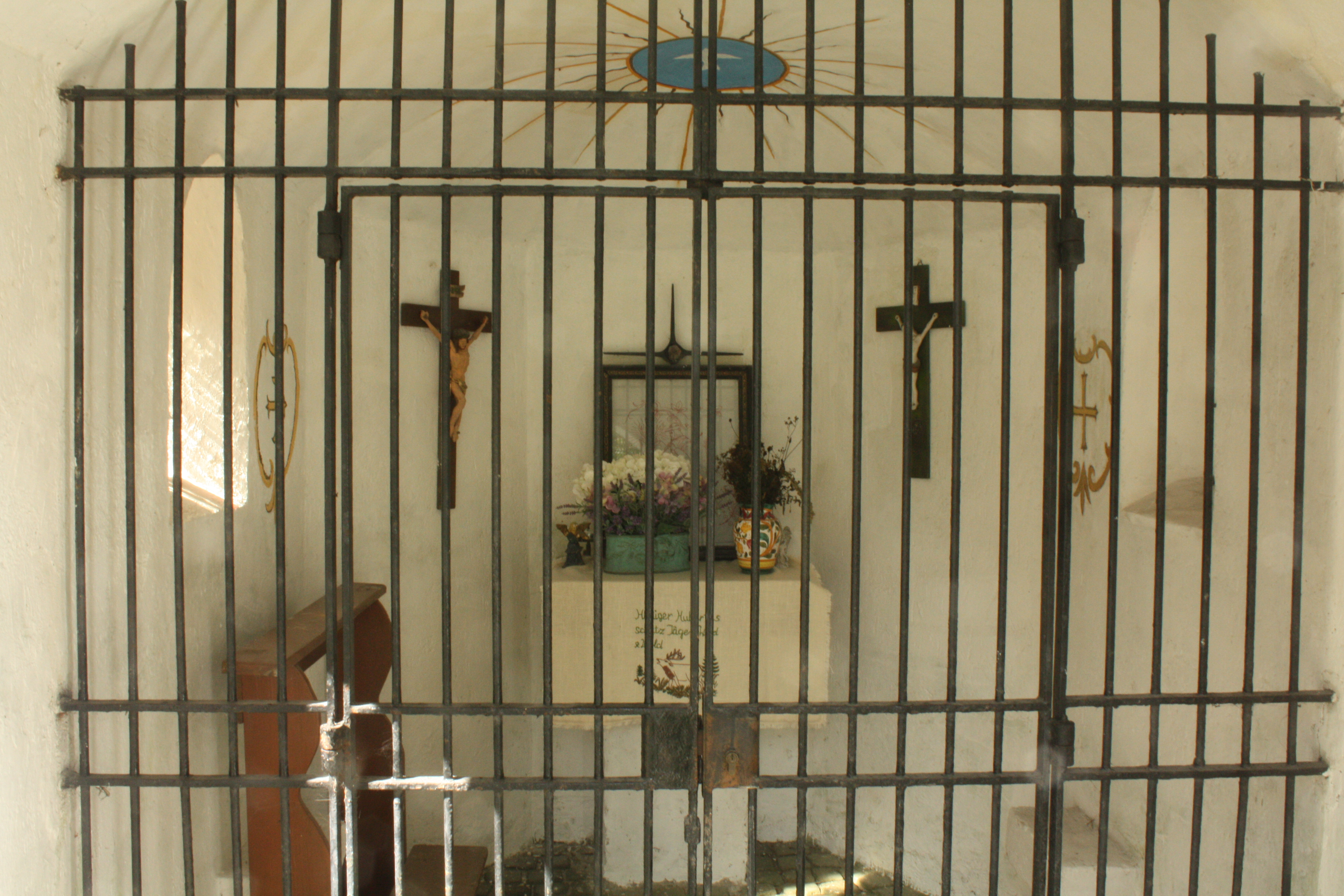
Ein Gitter trennt den Altarraum von der Außenwelt.
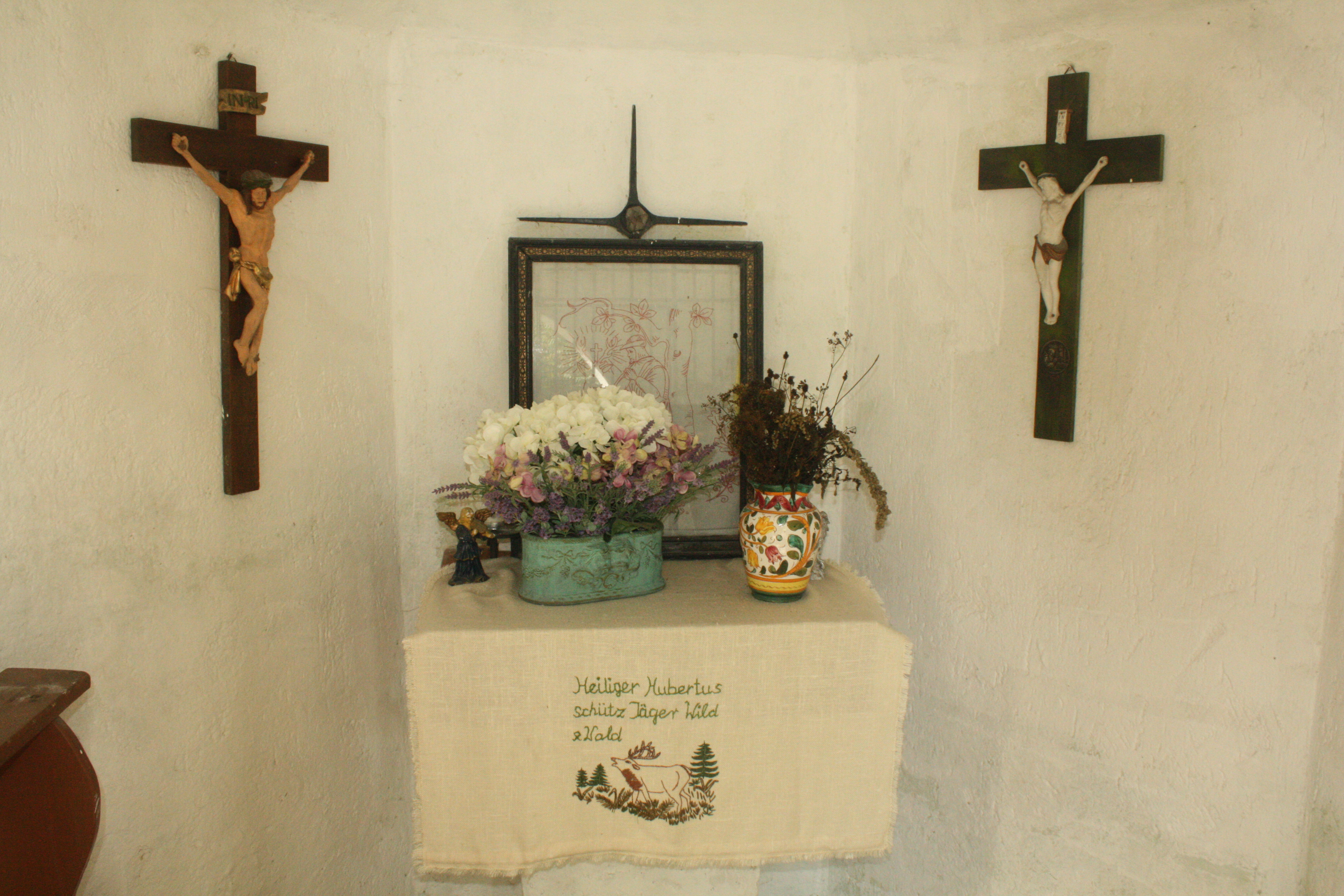
Der Altarraum
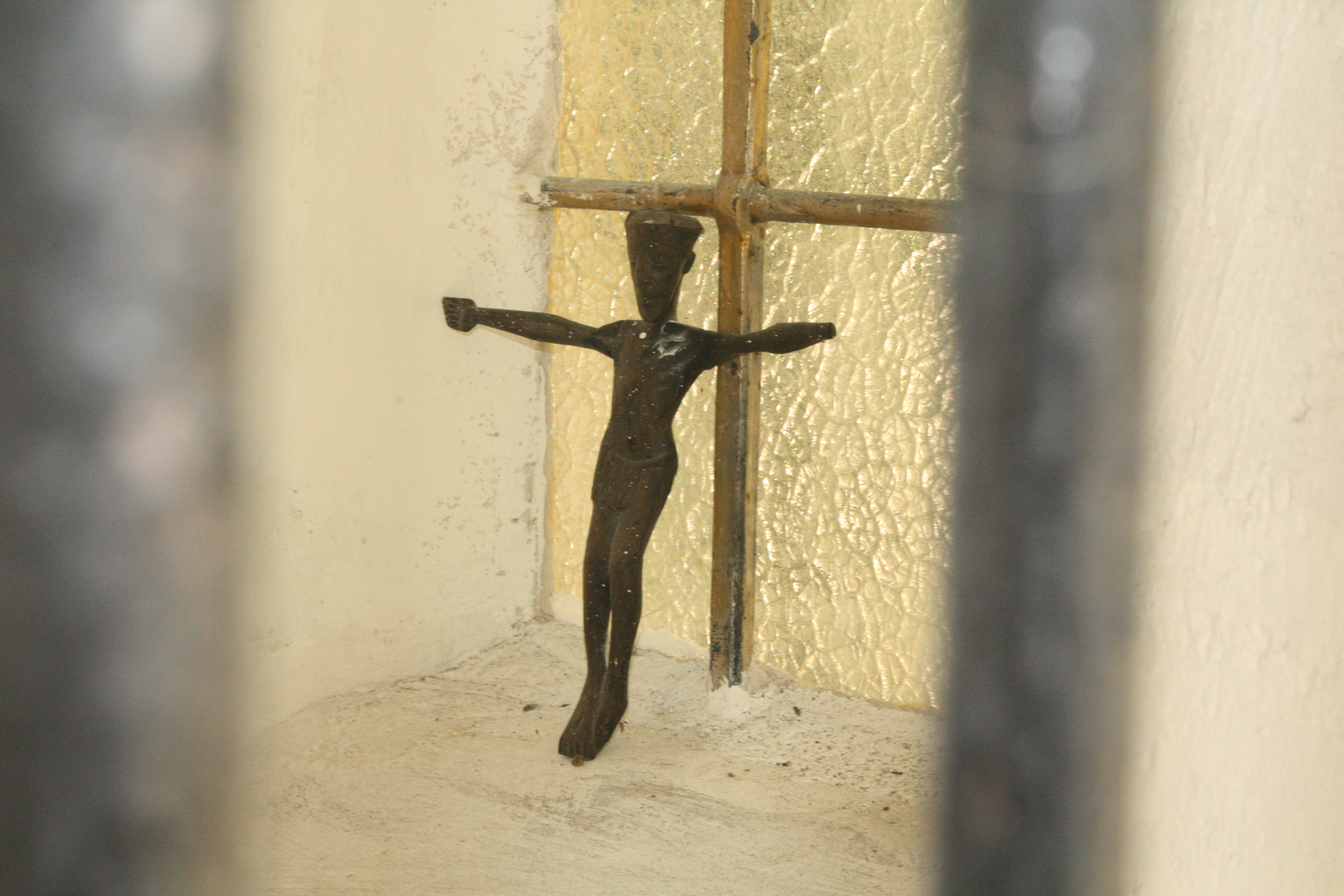
Kruzifixus am rechten Fenster
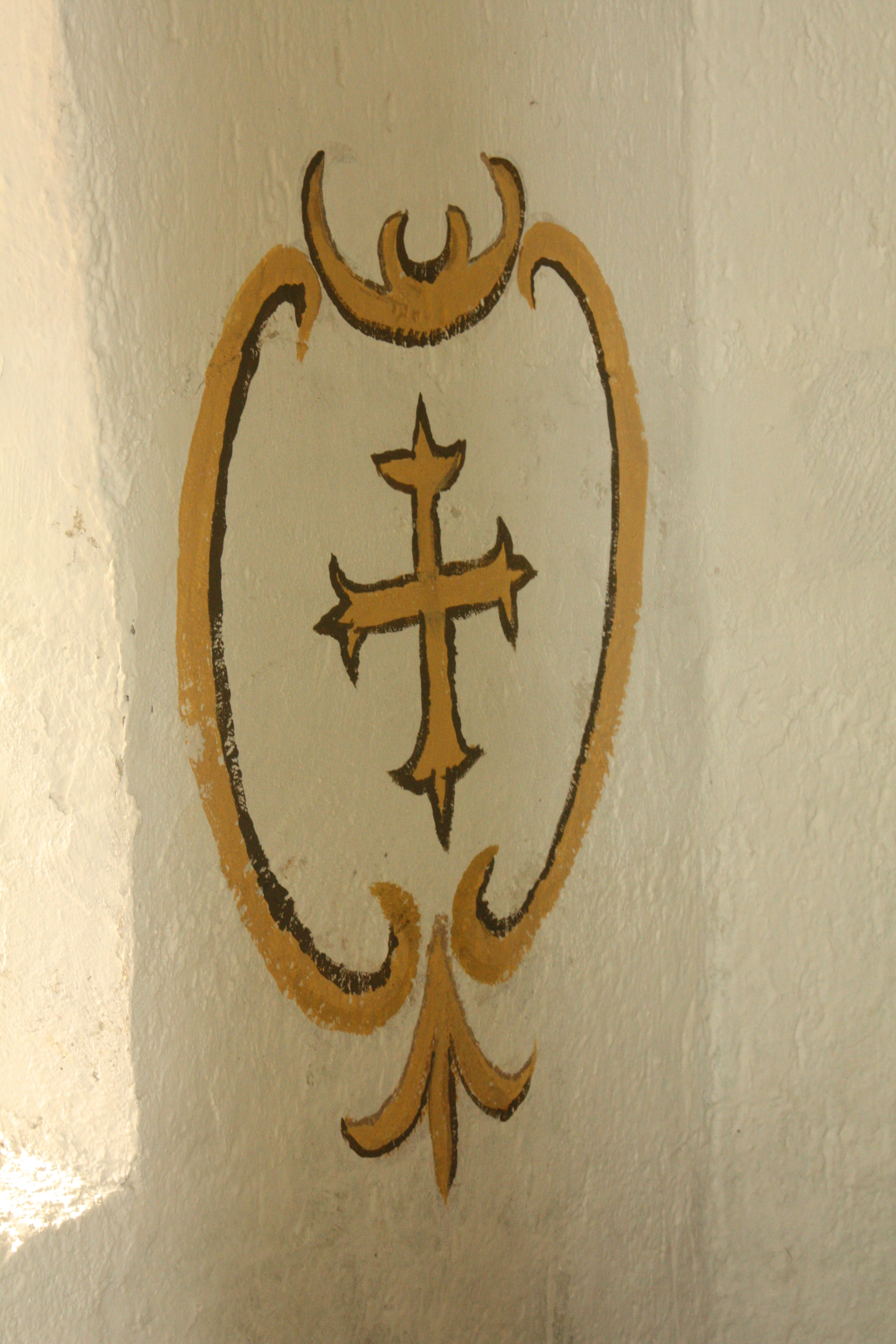
Linkes Wandkreuz
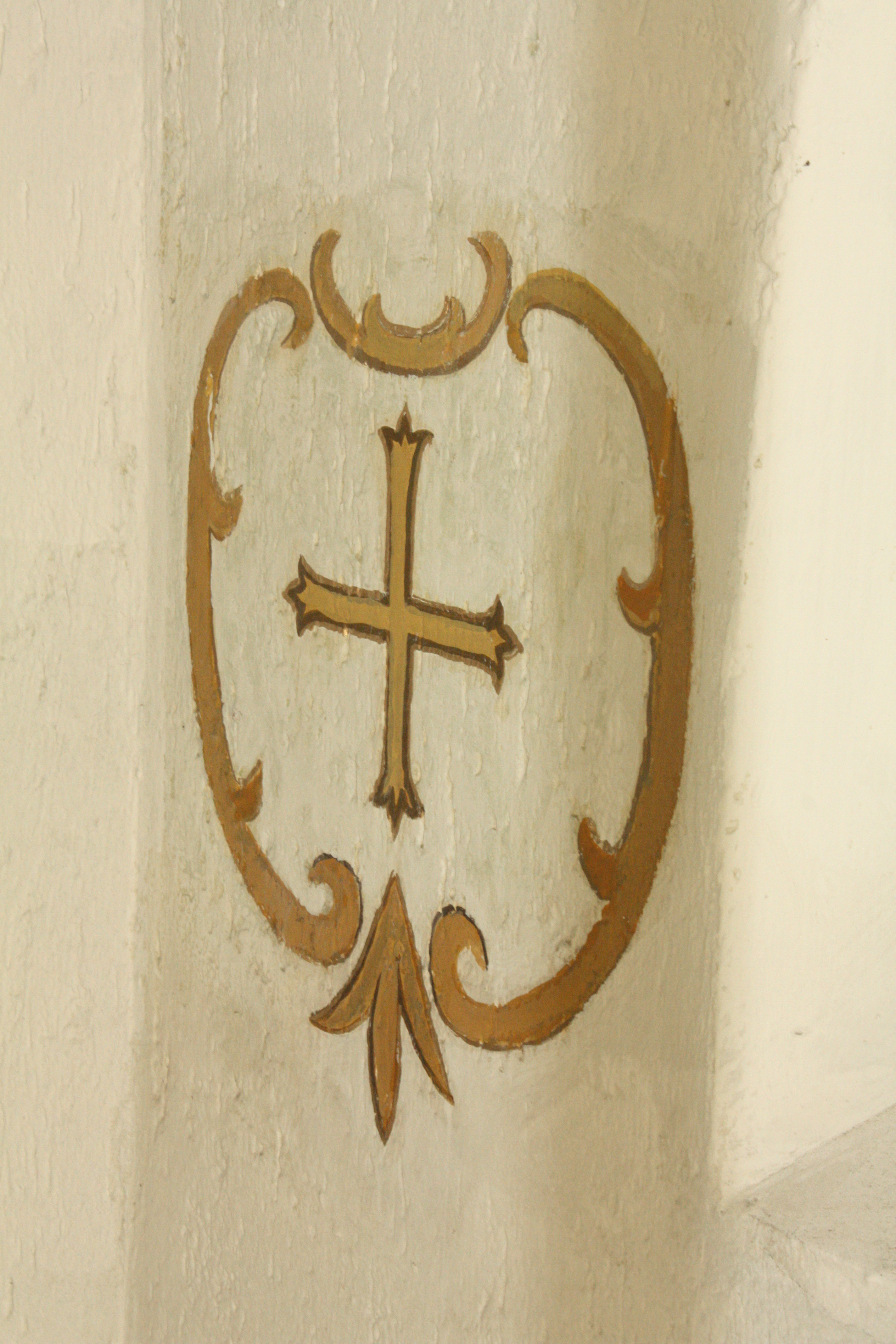
Rechtes Wandkreuz
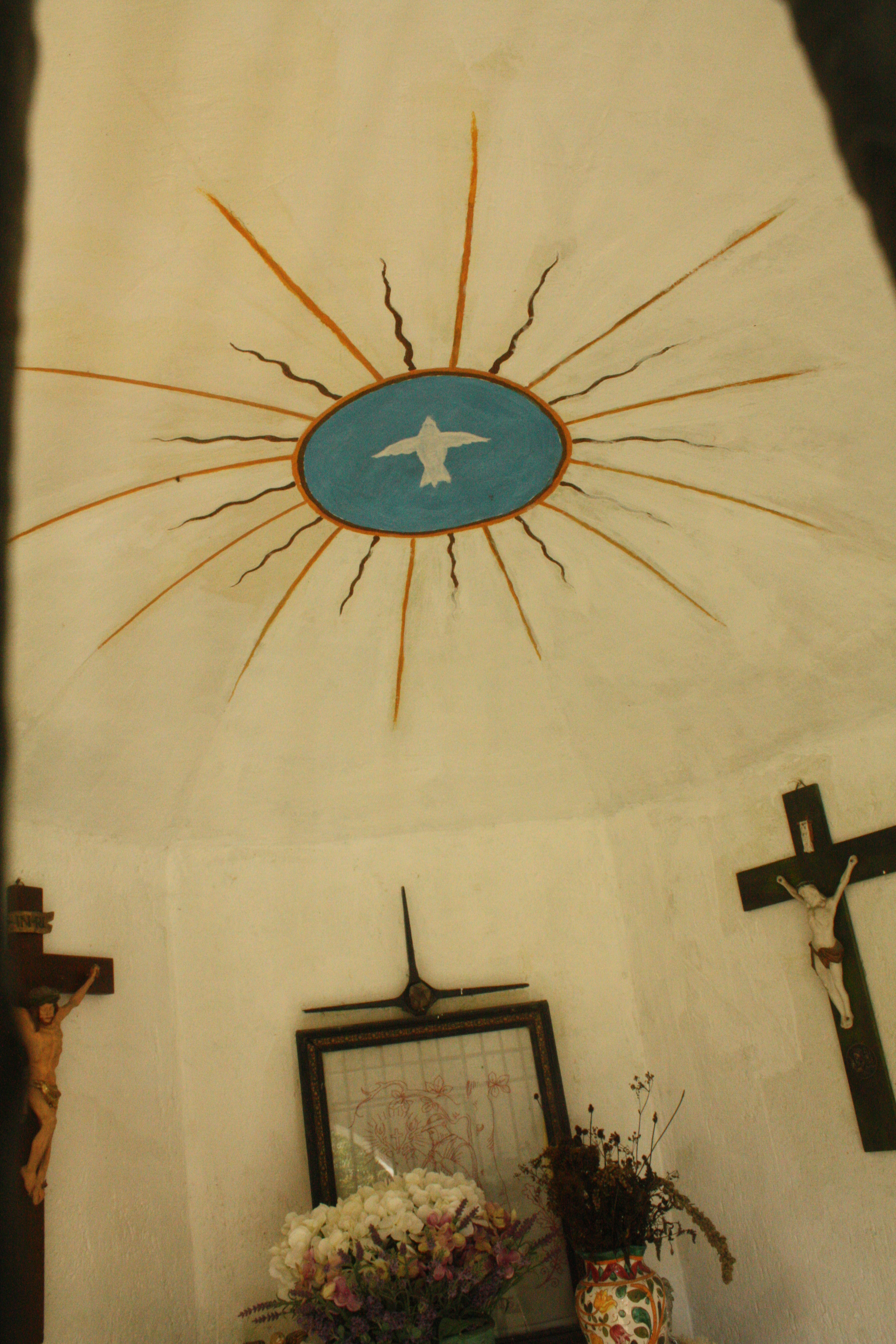
Deckengemälde

Der Altarraum ist mit einem abgesperrten, schmiedeeisernen Gitter vom offenen Vorderraum getrennt. Drei gotisch geformte Spitzbögen bilden von drei Seiten den Zugang zu ihm. Die Breite der verputzten Kapelle beträgt drei Meter, die Länge fünf Meter. Das rote Spitzdach mit Schindeln hat am hinteren Ende ein kleines Türmchen auf dem First. Über dem Bogen an der Vorderseite befinden sich eine Sonnenuhr, ein gemaltes Kreuz in einer kreuzförmigen Nische und darüber ein „Auge Gottes“. Die Sonnenuhr entstand wahrscheinlich in den 1960er-Jahren. Wahrscheinlich aus Unachtsamkeit wurde vergessen, auf dem Ziffernblatt die „VIII“ zu schreiben, so dass diese fehlt.
Im Winter schützt eine Bretterwand die Kapelle vor dem vorbeibrausenden Verkehr und dem aufspritzenden, salzhaltigen Wasser. Trotzdem sind regelmäßig Renovierungen zum Erhalt der Kapelle notwendig, da die Erschütterungen das Gebäude belasten.

Außenansicht
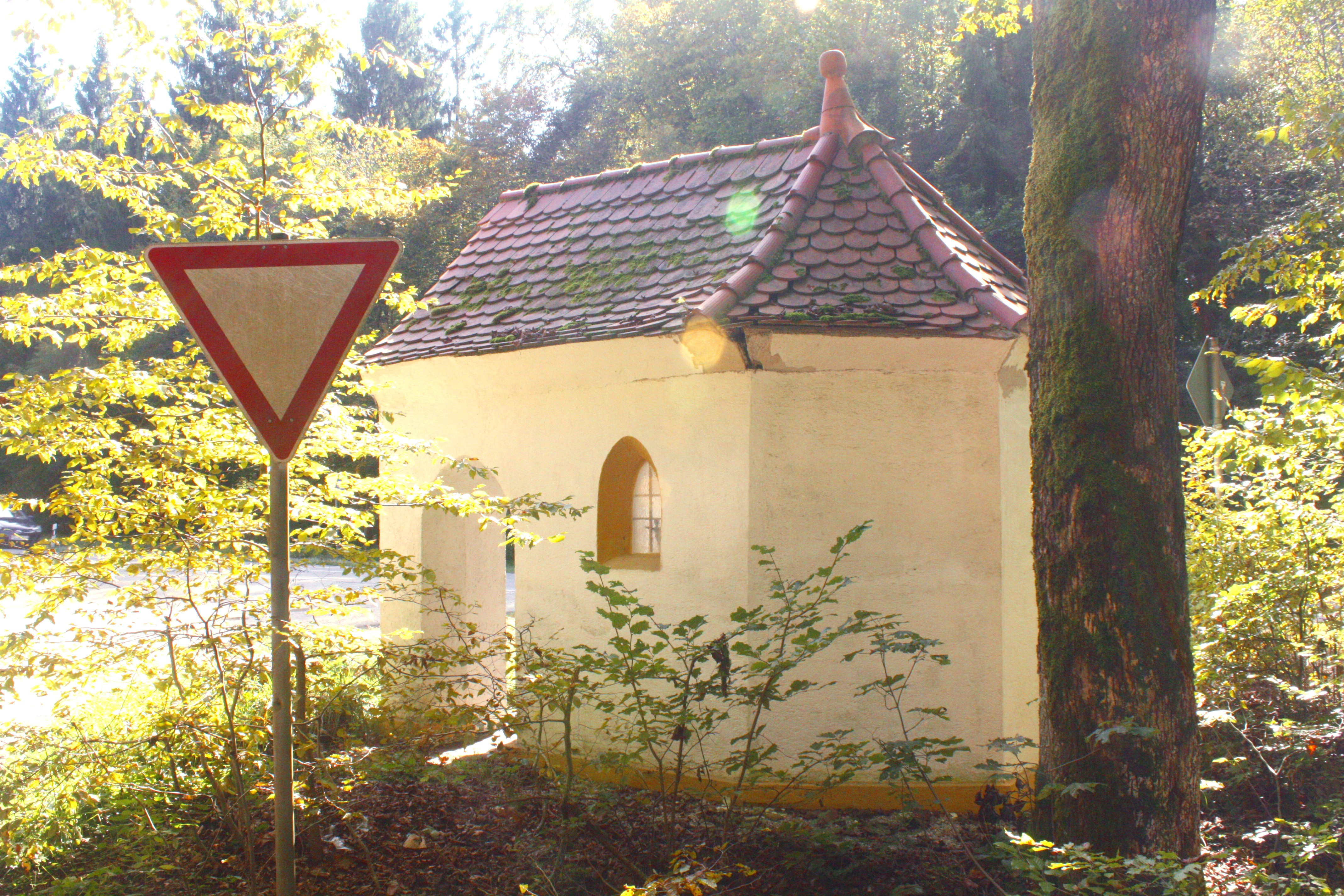
Ansicht von hinten rechts
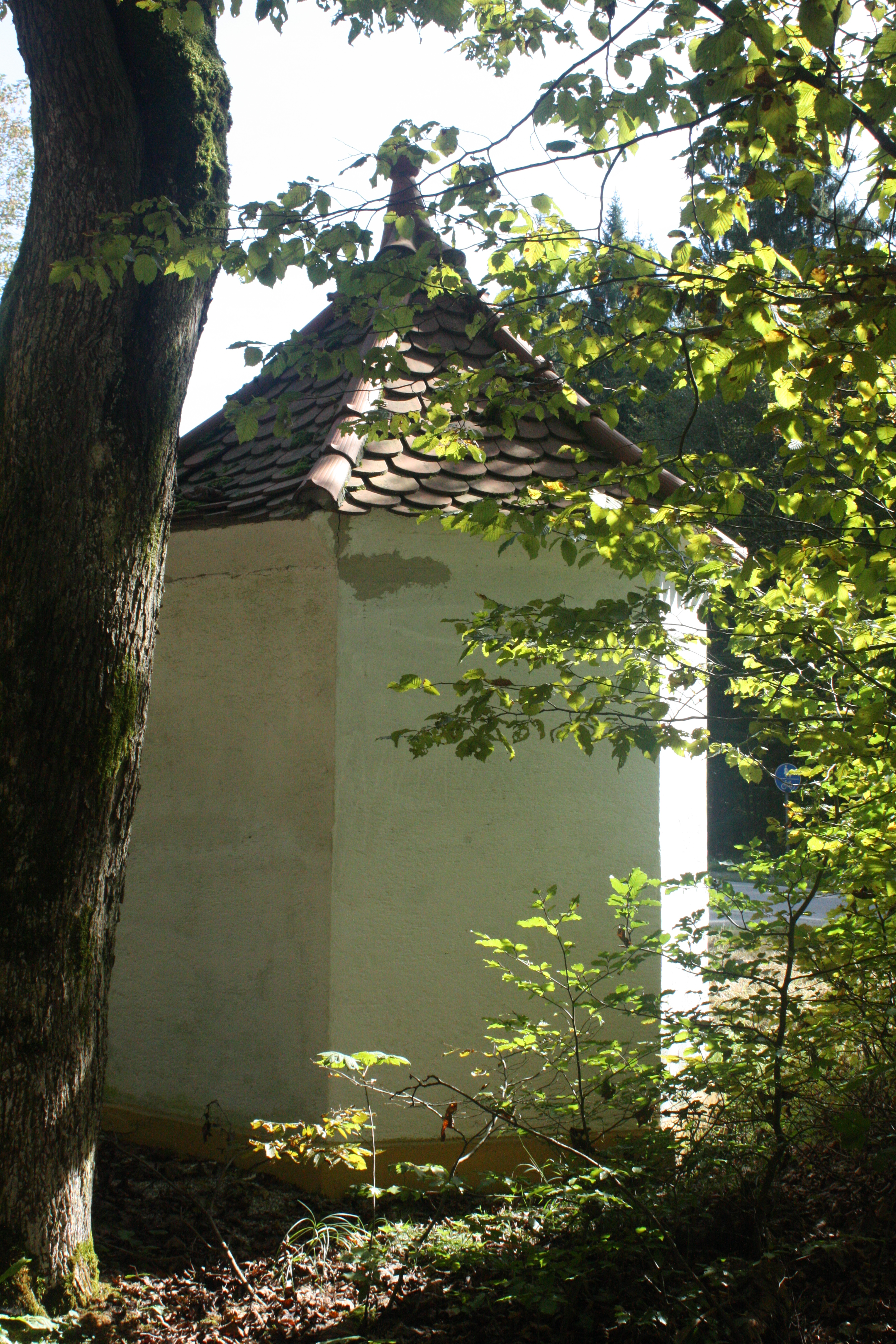
Rückseite der Kapelle
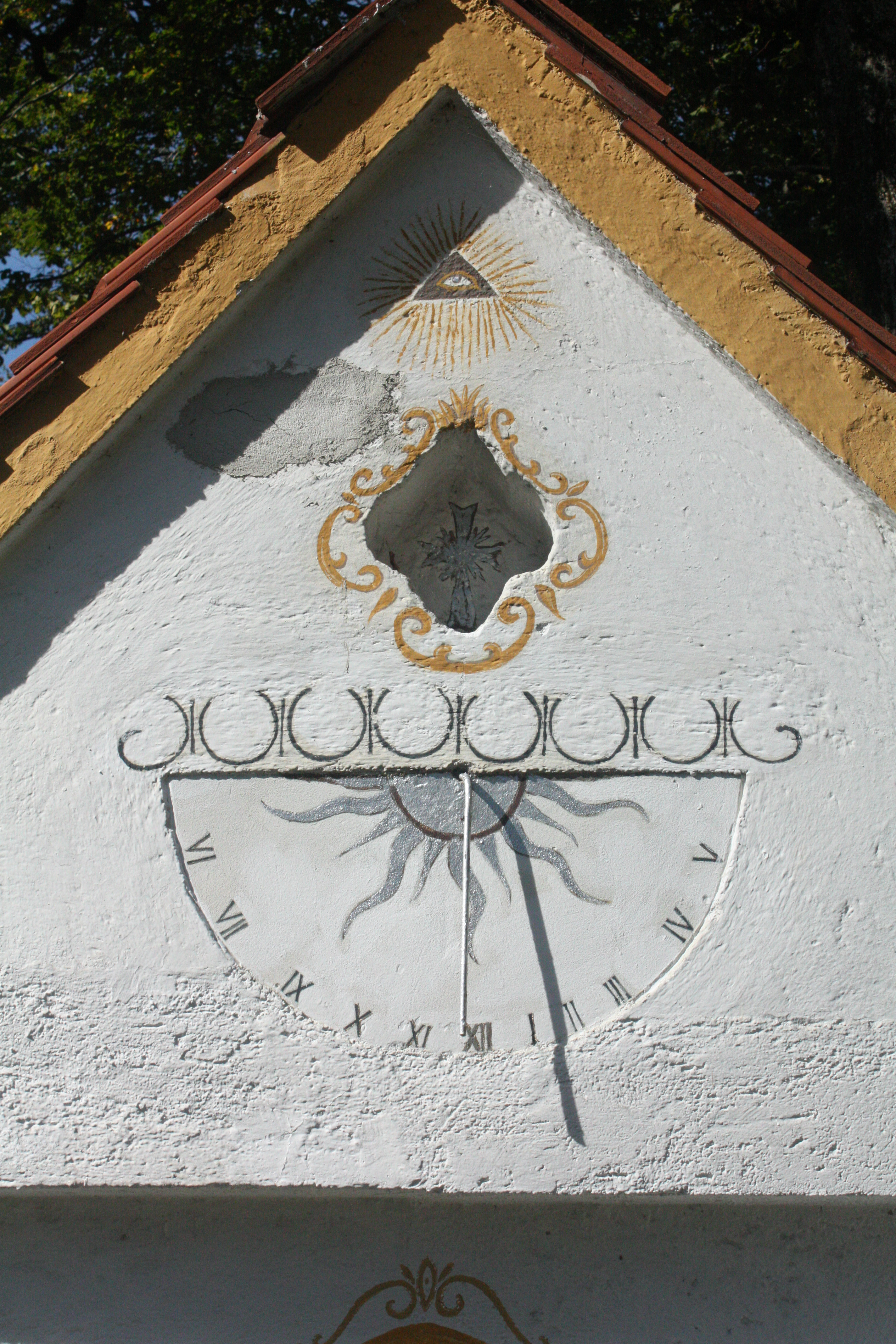
Sonnenuhr, Kreuznische und Auge Gottes
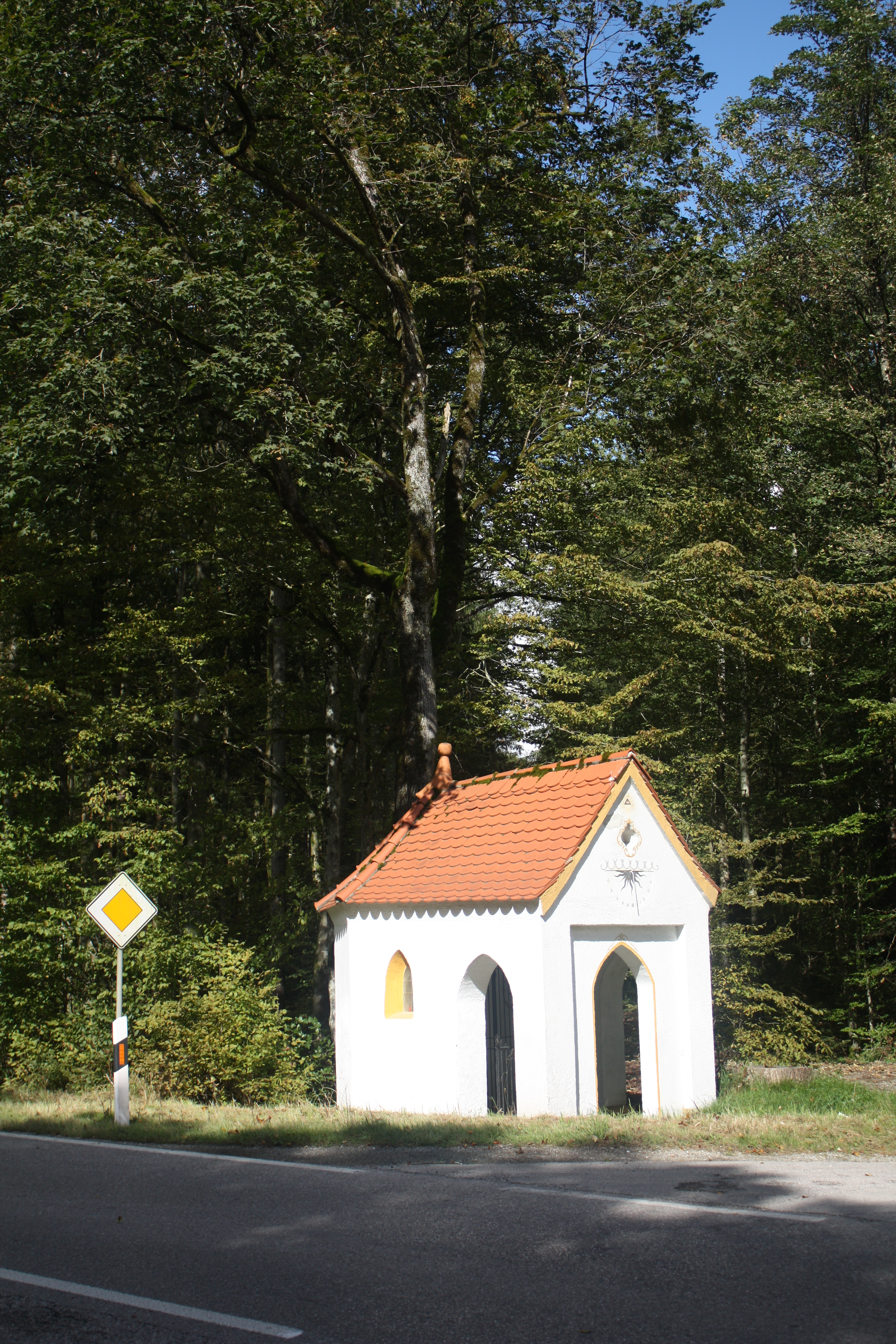
Die Kapelle an der Staatsstraße
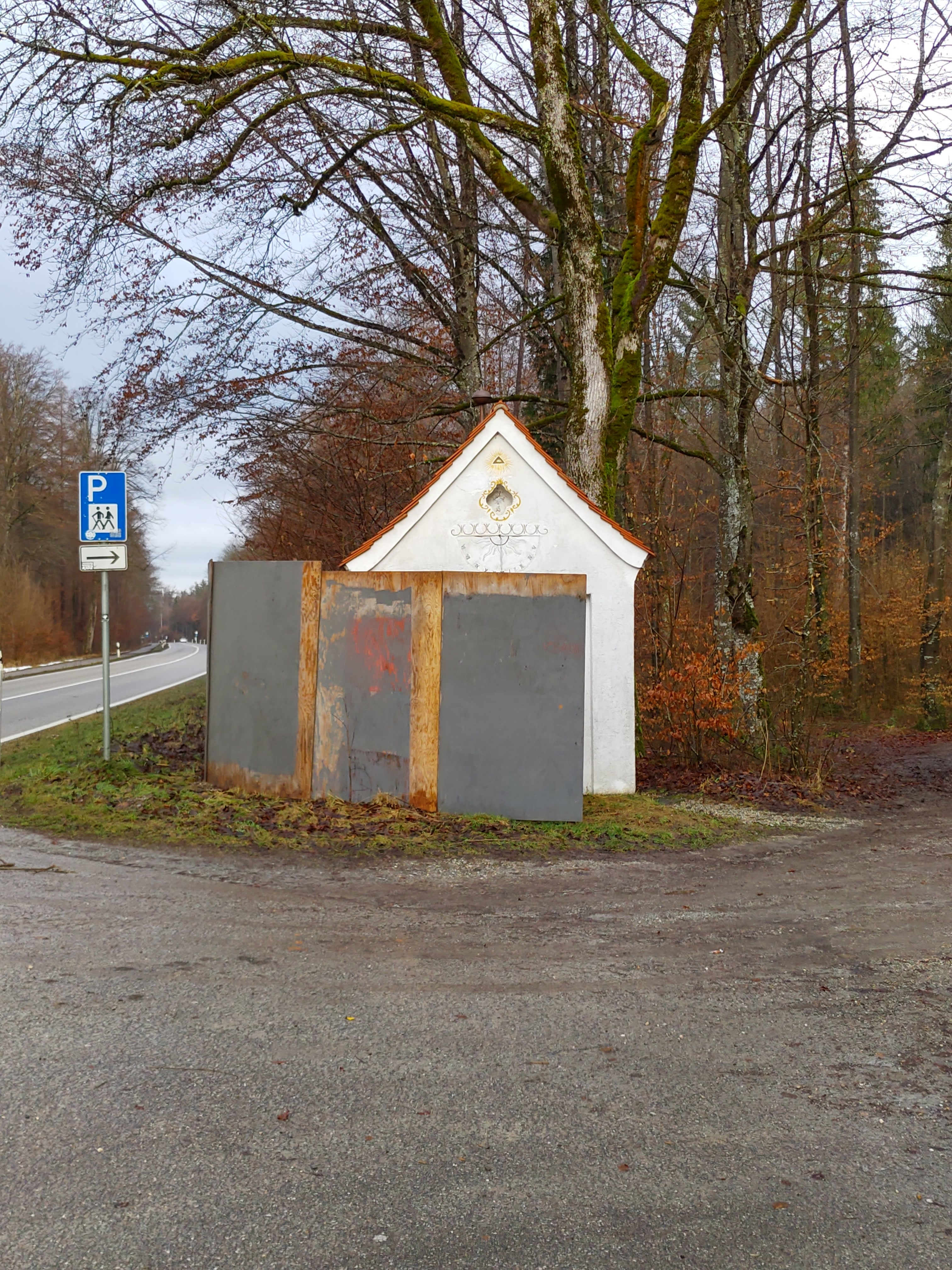
Mit "Winterschutz"

## Die Weiße Frau
Über die „Weiße Frau vom Ebersberger Forst“ ist in unterschiedlichen Varianten eine urbane Legende in Umlauf, wonach eine Frau bei der Kapelle von einem Wagen angefahren wurde. Der Unfallverursacher floh und ließ die sterbende Frau auf der Straße zurück. In einer anderen Version starben bei dem Unfall auch die beiden Kinder der Frau. Seitdem soll die Weiße Frau Autofahrern als Anhalterin erscheinen. Wer nicht anhält, dem erscheine sie im Wagen und versuche, ins Lenkrad zu greifen. Auch von Geisterlichtern wird berichtet.
Es gibt keinerlei Aufzeichnungen über einen Unfall, wie er in der Entstehungsgeschichte der Weißen Frau beschrieben wird. Bis in die 1980er Jahre kam es vermehrt zu Unfällen auf der Staatsstraße bei der Kapelle. 1985 rammte ein Auto die Kapelle. Danach wurde der Straßenverlauf etwas verlegt und die Kurve entschärft, was die Zahl der Unfälle auf der Straße verringerte.
Ein Fernsehteam aus Japan berichtete über die Weiße Frau im Ebersberger Forst.
Die Legende um die Weiße Frau an der Hubertuskapelle ist Grundlage der Horrorfilmserie Ebersberg, die aus zwei Staffeln zu je vier Folgen besteht.